# Relazioni bilaterali tra Italia e Danimarca
Le relazioni bilaterali tra Italia e Danimarca fanno riferimento ai rapporti diplomatici tra la Repubblica Italiana e il Regno di Danimarca. L'Italia ha un'ambasciata a Copenaghen, la Danimarca ha un'ambasciata a Roma. Entrambi i paesi sono membri dell'Unione europea e della NATO.

## Storia
Il primo trattato tra Italia e Danimarca fu firmato il 19 luglio 1873. Il barone Iver Holger Rosenkrantz fu ambasciatore danese nel 1864. Il 20 maggio 1885 i due paesi firmarono un accordo di mutuo soccorso.

## Commercio
Nel 1951, l'Italia importava dalla Danimarca per un totale di 130 milioni di corone danesi, mentre le esportazioni toccavano quota 203 milioni. Nel 2008, le importazioni italiane erano arrivate a circa 17,3 miliardi di corone, mentre le esportazioni avevano raggiunto i 20,7 miliardi.

## Relazioni culturali
Nel 1956 Italia e Danimarca firmarono un accordo culturale. La Società Dante Alighieri ha due comitati in Danimarca. In tre università danesi vi sono dei corsi di studio in lingua italiana.

## Visite
Nell'ottobre del 2009, l'allora Sottosegretario di Stato del Ministero degli Affari Esteri italiano, Alfredo Mantica, visitò la Danimarca; questa fu la prima visita di un politico italiano e, in generale, il primo incontro diplomatico tra i due paesi, fatta eccezione per gli incontri all'interno dell'Unione Europea.